# Slăntjev Brjag

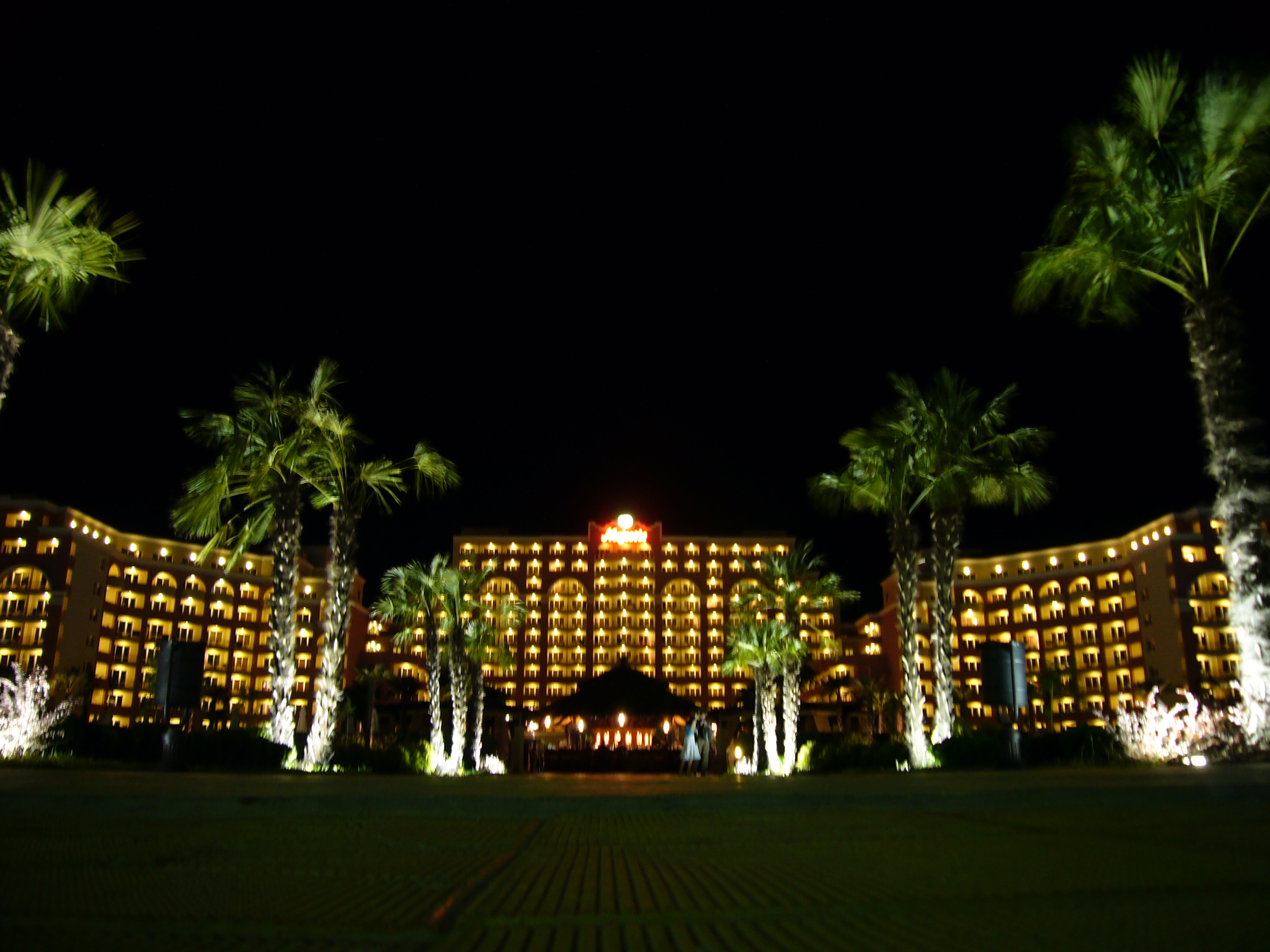

Sunny Beach (bulgariska Слънчев Бряг Slăntjev Brjag, tyska Sonnenstrand) är en turistort i Bulgarien vid stranden av Svarta havet nära Nesebăr och Burgas. I Sverige går orten under namnet Sunny Beach, som på svenska betyder Soliga stranden. 
Sunny Beach är Bulgariens största turistort och dit kommer många skandinaver, engelsmän och finländare. Sunny Beach har en långgrund strand som är 7 km lång och upp emot 150 m bred, med finkornig sand. Varje morgon åker en traktor och städar på stranden. 
Det kan bli mycket hett i staden under sommaren. Turistsäsongen varar från maj till september. När det inte är högsäsong, bor endast ett fåtal personer i staden, ca 500 st. Stadens ekonomi är helt beroende av turismen, och mellan oktober och maj förvandlas staden till en spökstad.[källa behövs]

## Historia

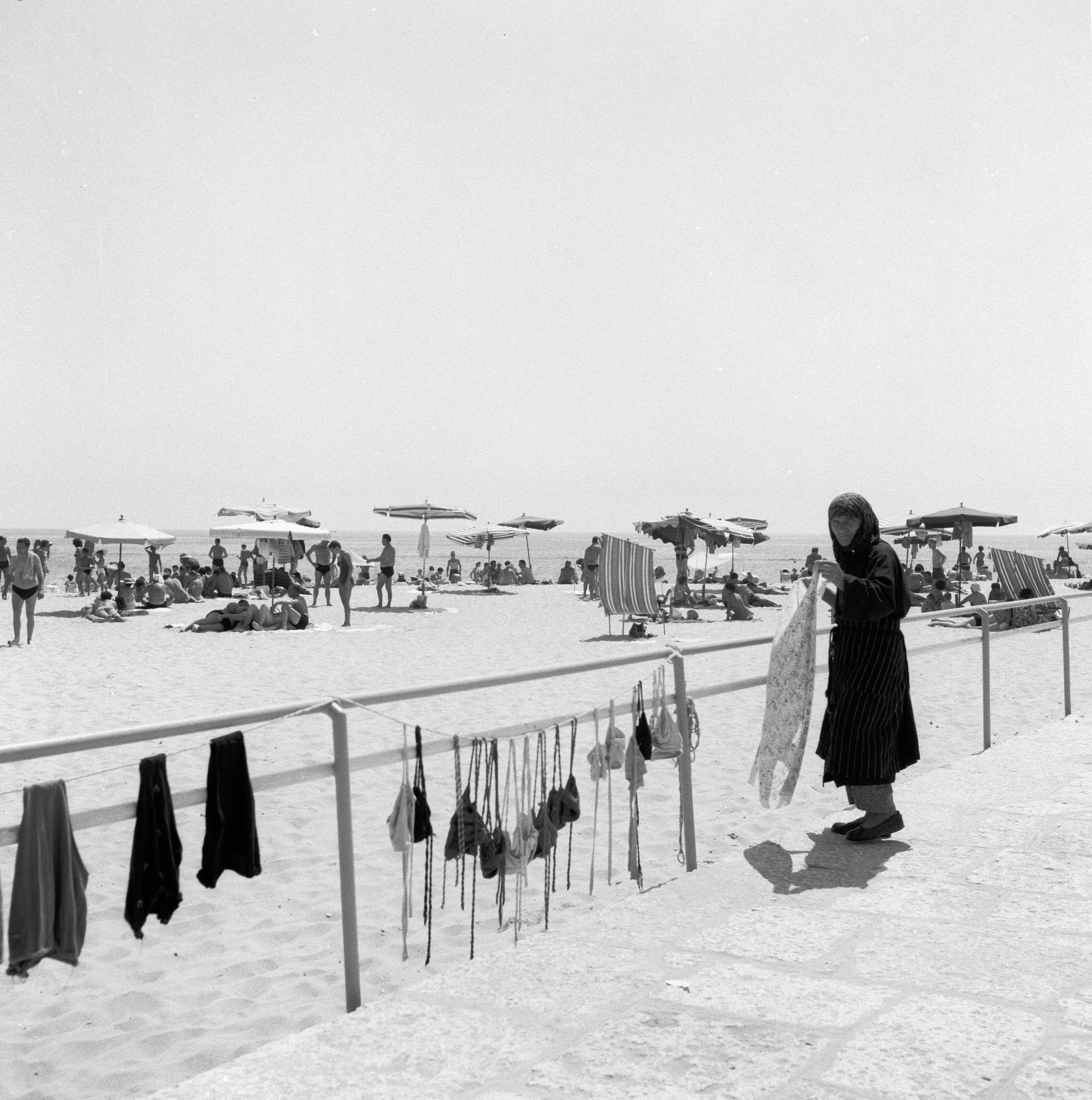
"Solstranden" år 1963. Bild tagen av medelhavsseglare och författare Göran Schildt.

Slăntjev Brjag grundades 1959.

## "Bloody Beach"
År 2007 dödades en svensk turist på en nattklubb av klubbens dörrvakter. Händelsen fick omfattande utrymme i svenska medier. Därav uppkom namnet "Bloody Beach".

I augusti skickade även Norge sin ambassdör till regionen för att diskutera det upptrappade våldet mot turisterna.

## Externa länkar

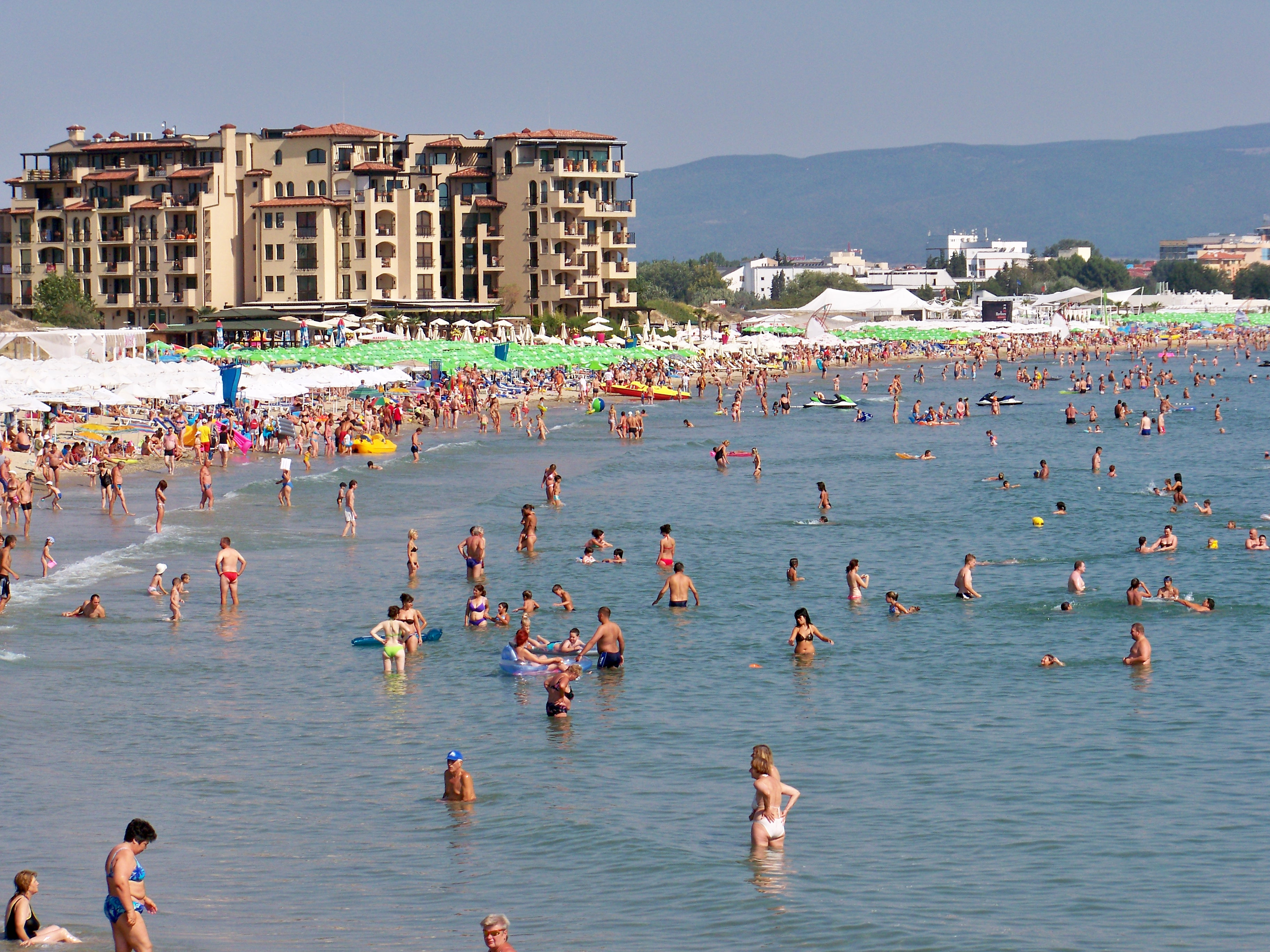
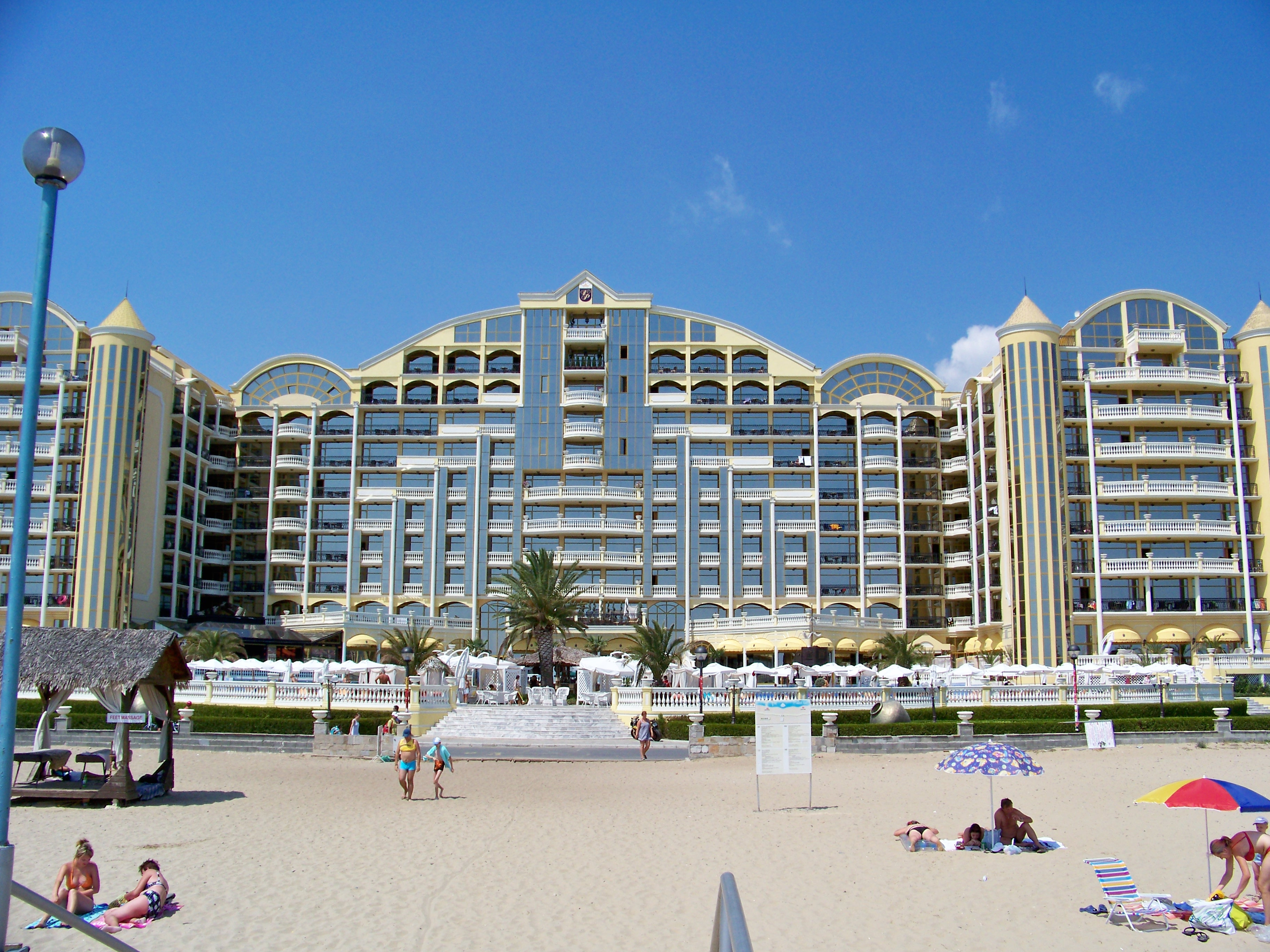
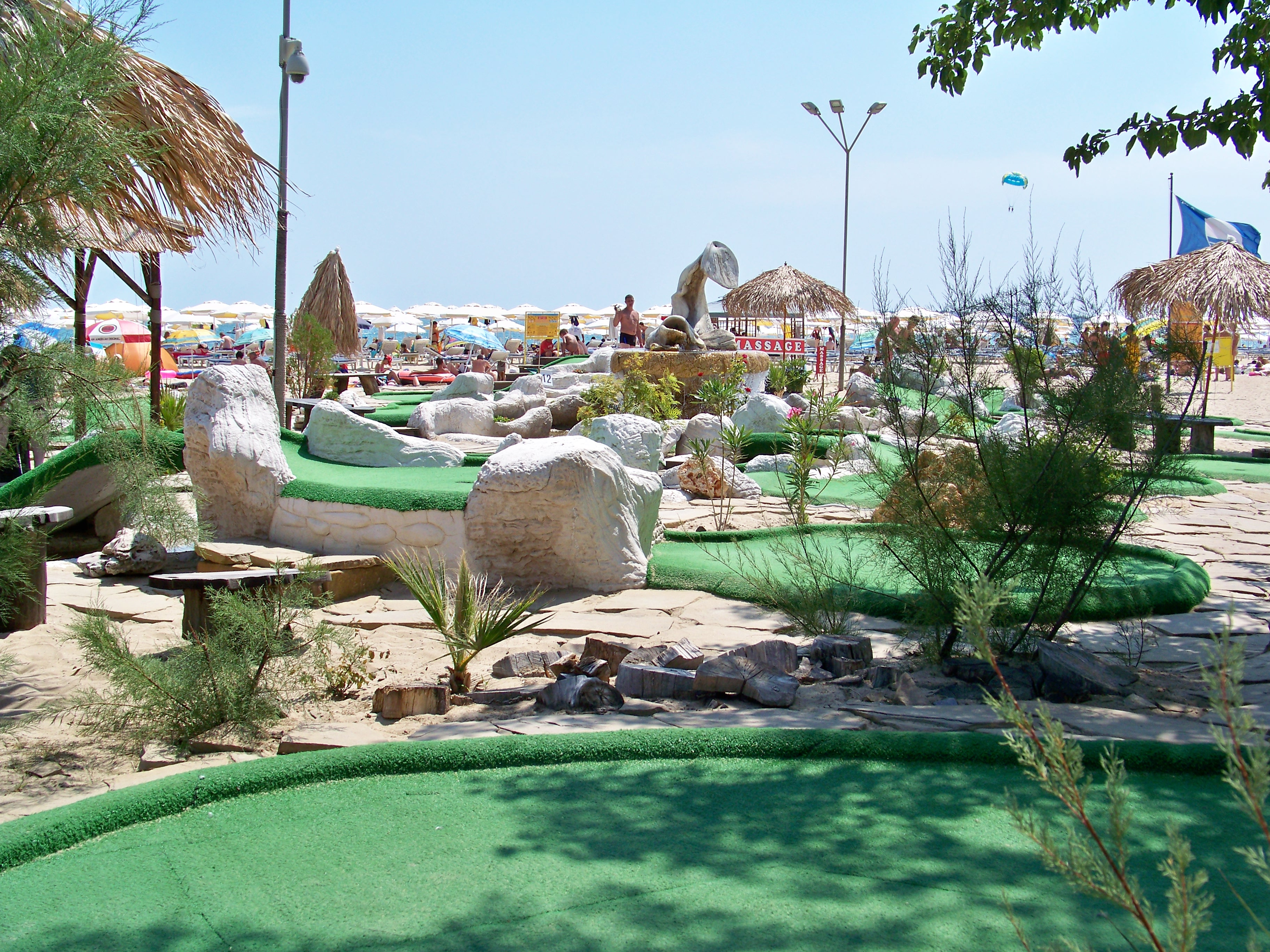
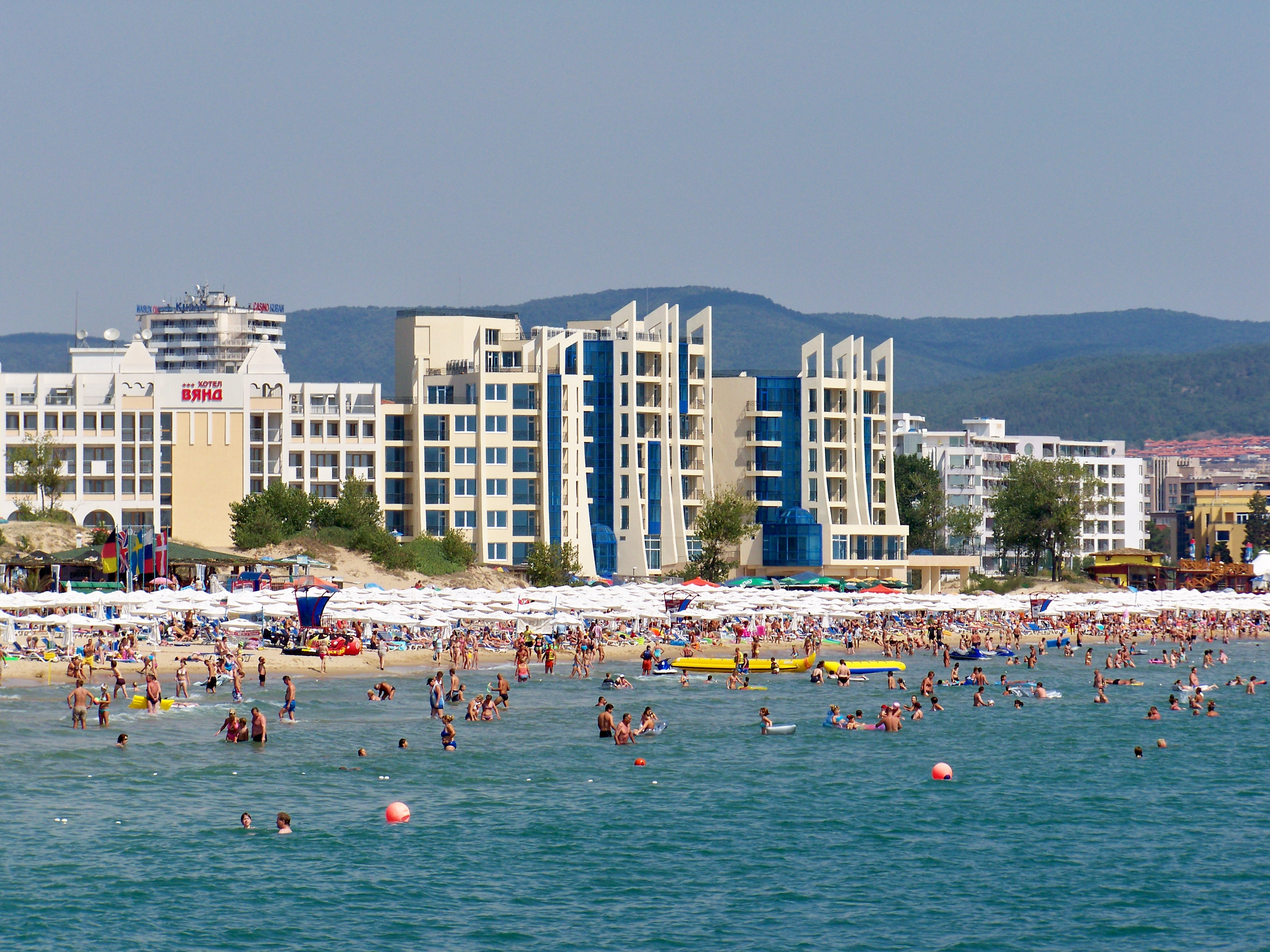
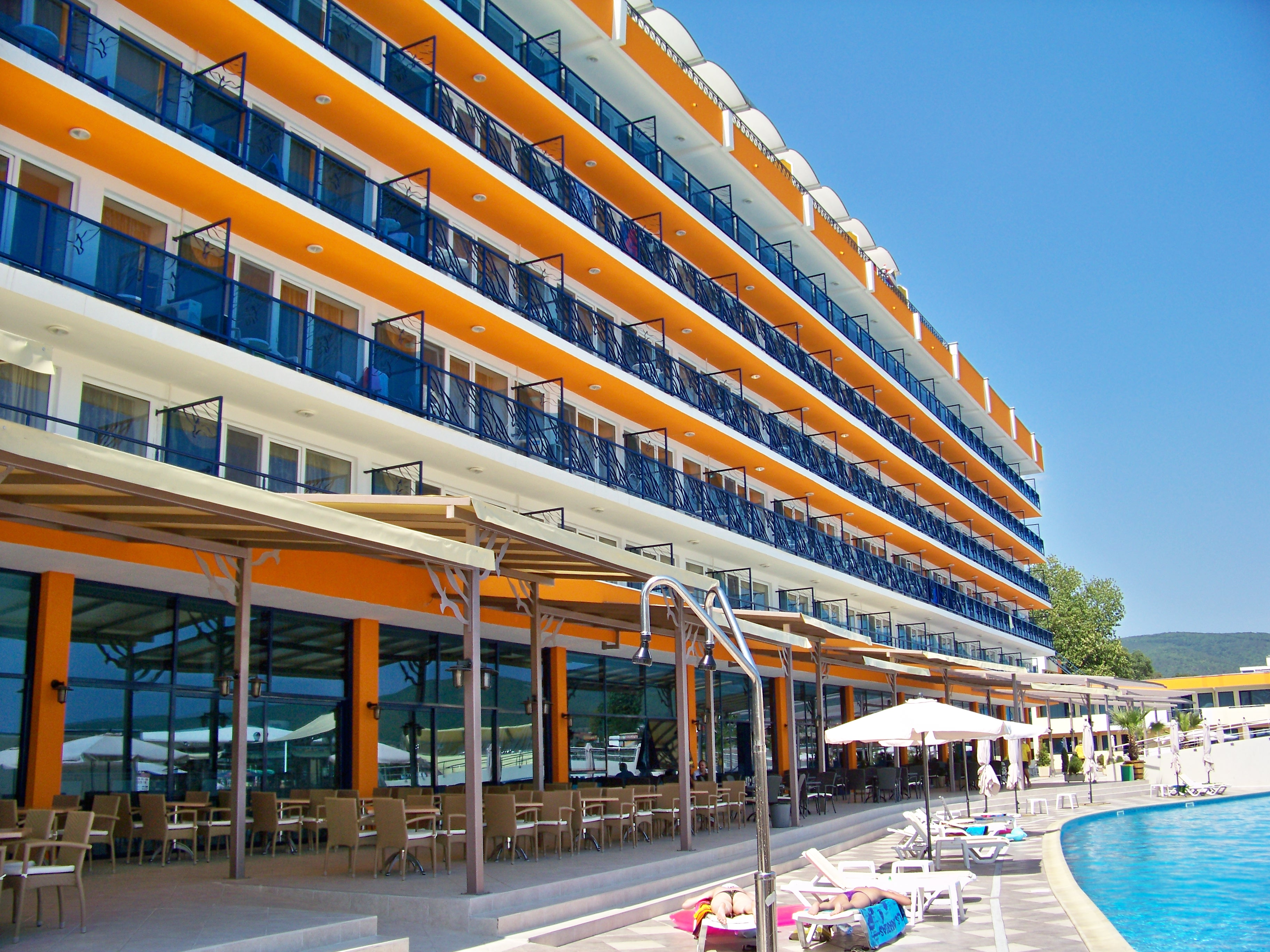
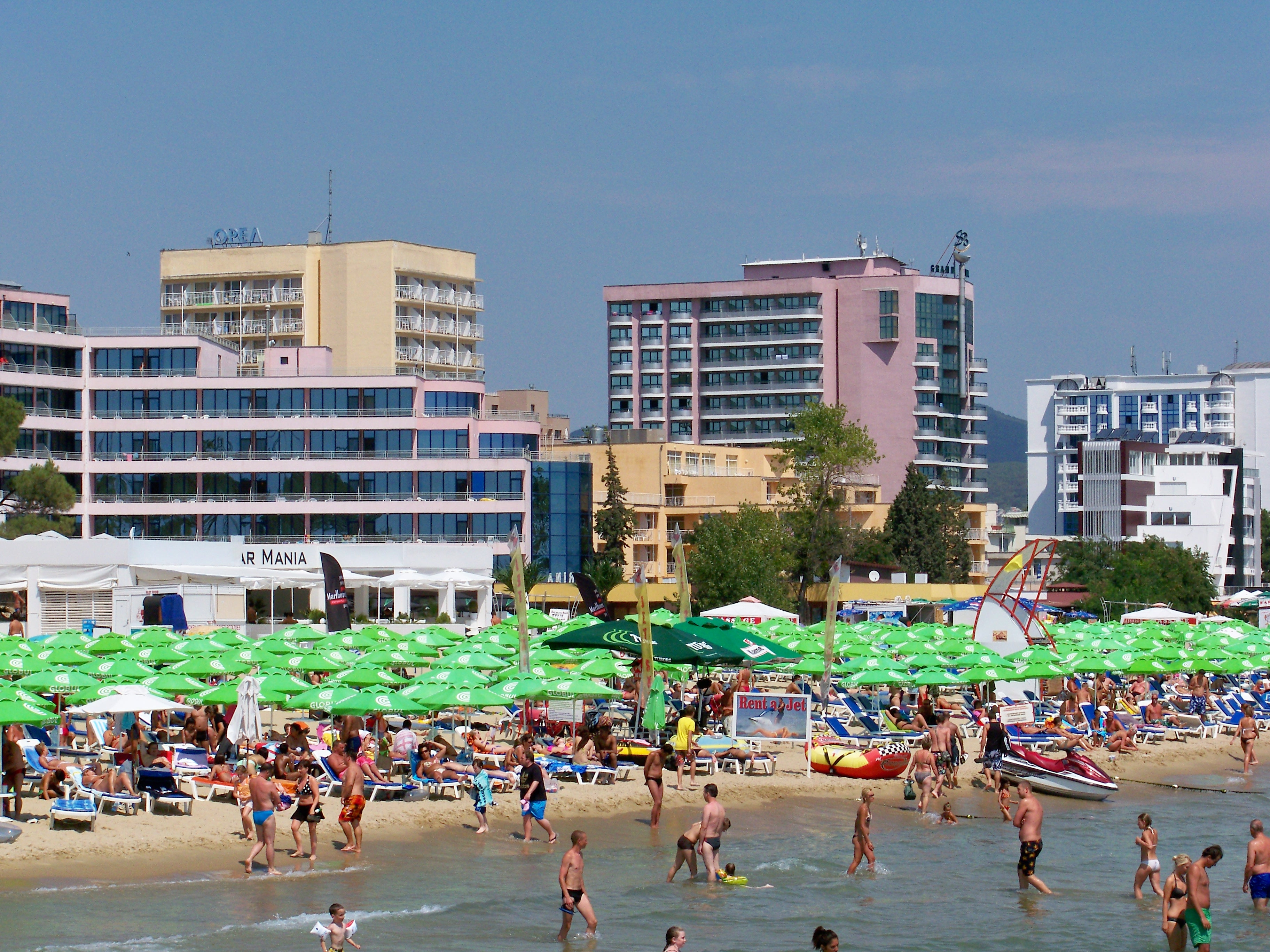
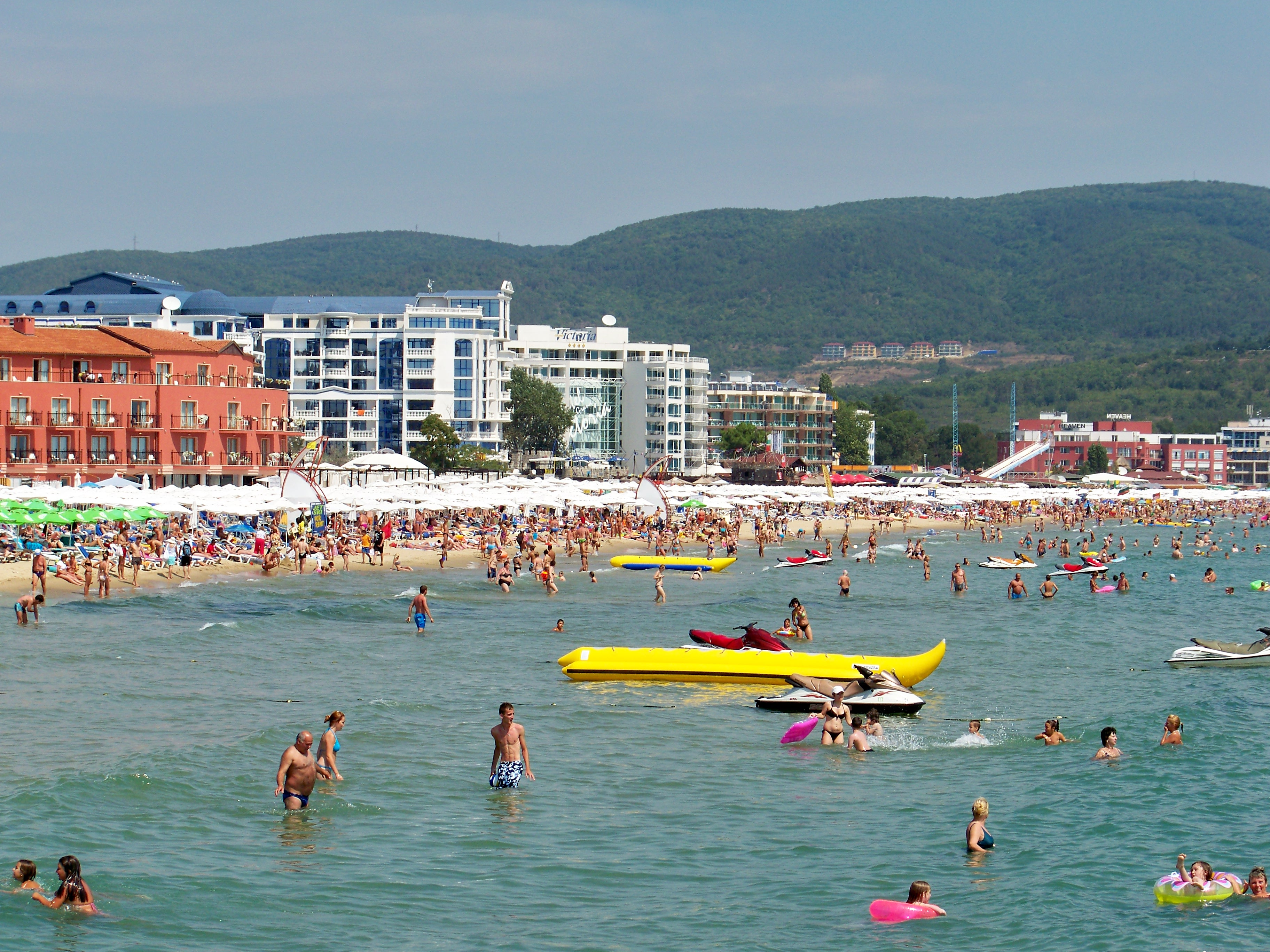
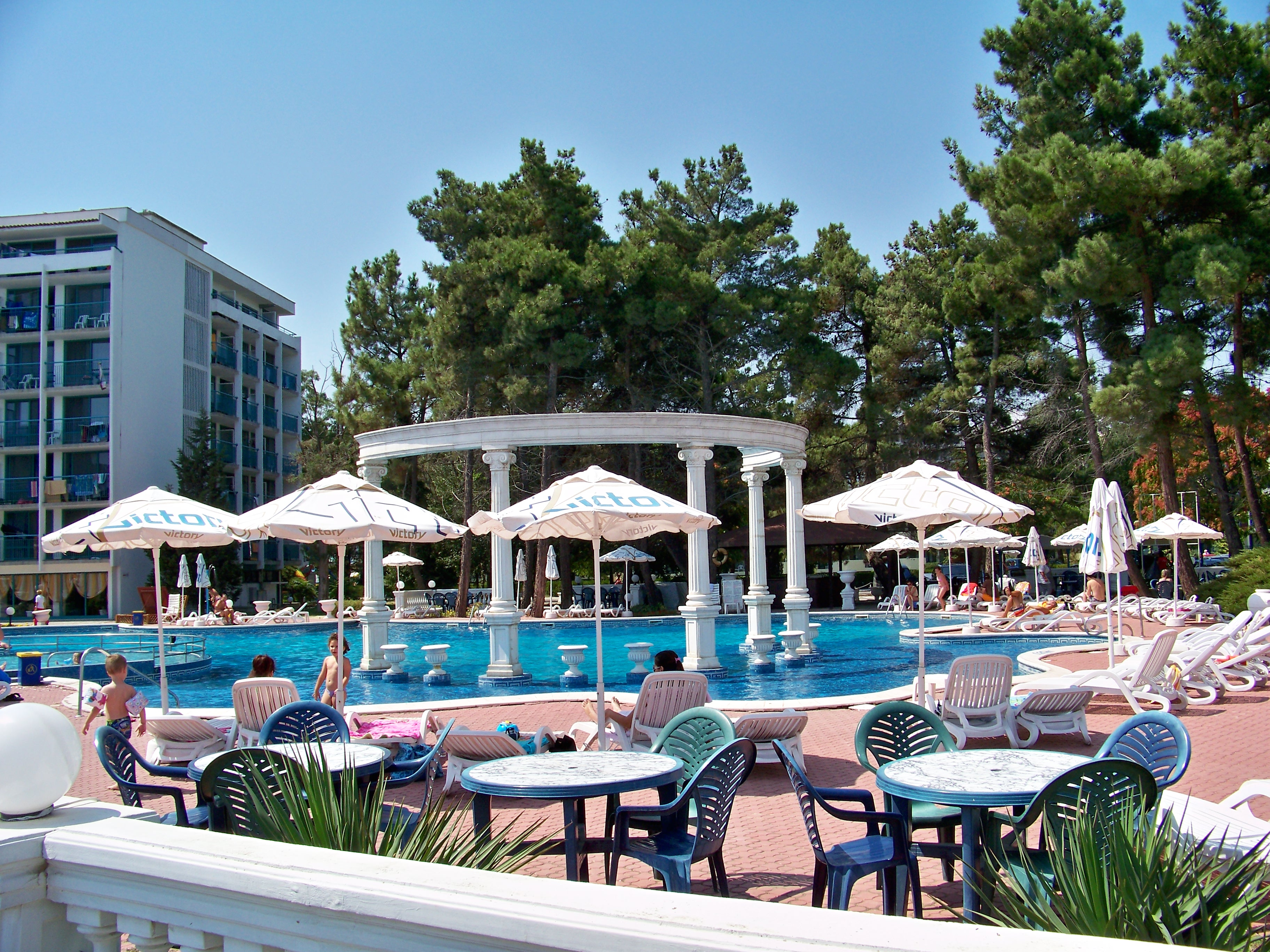
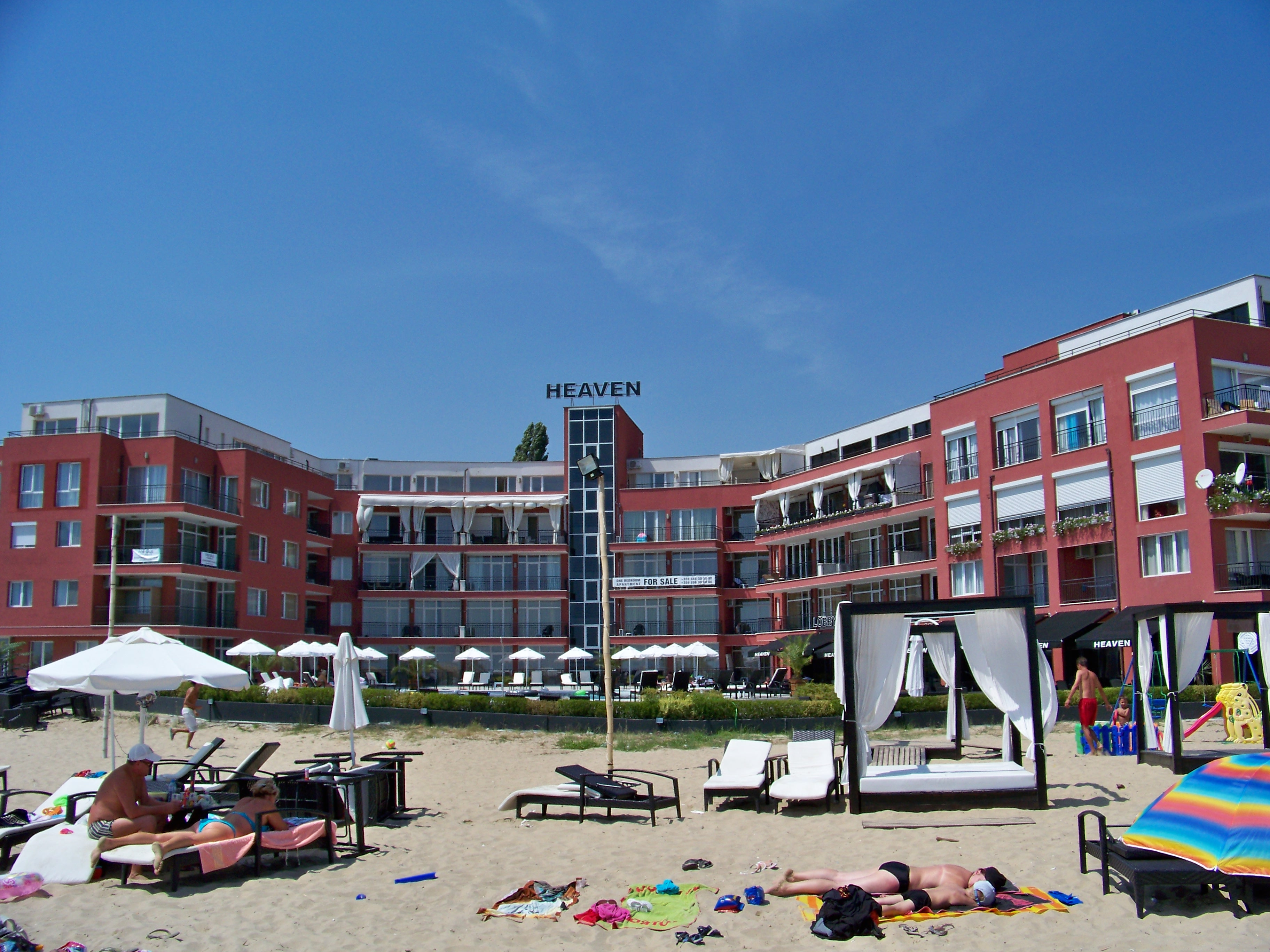